# Union Sportive Granville
La Unión Deportiva Granville es un equipo de fútbol de Francia que juega en el Championnat National 3, la quinta división de fútbol en el país.

## Historia
Fue fundado en el año 1918 en la ciudad de Granville, Manche en la región de la Baja Normandía y la mayor parte de su historia la han pasado en las ligas regionales y una que otra vez han participado en el Championnat de France Amateur 2.
Su logro deportivo más grande ha sido haber alcanzado los cuartos de final de la Copa de Francia en la temporada 2015/16, donde los eliminó el Olympique de Marsella de la Ligue 1.
En la Copa de Francia de la temporada 2017/2018 el US Granville eliminó al FC Girondins de Burdeos por 2-1. El equipo del Garona acabó el partido con 8 jugadores.

## Clubes Afiliados
- SM Caen[2]